# 満天の湯 (横浜市)
満天の湯（まんてんのゆ）は、横浜市保土ケ谷区上星川に所在する日帰り温泉施設である。

## 歴史
横浜では開港以来、生糸の貿易とともに横浜スカーフに代表される捺染業が発展し、水洗工程で使用する水が得られる帷子川や大岡川流域が主な産地となった。相鉄本線上星川駅と帷子川にはさまれた当地もその一つで、京友禅の生産に携わっていた森山金蔵が昭和の初めごろに京都から移り住み、捺染工場を開設。1954年には「森山捺染株式会社」を設立し、法人化した。やがて水質汚濁の点から河川水の使用が問題視されるようになり、水利確保のため地下60mほどの井戸を試掘したところ茶色い温泉水が湧出した。水洗工程には適していないため、付近で国鉄が建設していた東海道貨物線のトンネルの伏流水の権利を取得した。1980年、森山捺染は「株式会社モリヤマ」に社名変更。1984年にはプリント基板事業に進出し、茨城県の工場で生産を開始した。
1980年代に入ると、ファッションの流行の変化から捺染業の需要が減少。横浜を離れて東北地方へ移転する同業者が相次ぎ、モリヤマも1991年に秋田県に捺染工場を移した。
2005年2月に、モリヤマの子会社で温浴事業の運営を行う「株式会社ミュー」を設立。上星川の工場跡地に建設したモリヤマビルに、同年5月に「JJ CLUB100横浜上星川店」、6月に満天の湯が開業した。のちに捺染事業と電子部品事業からは撤退し、モリヤマグループは温浴事業と、上星川周辺を中心とした不動産事業を行う企業グループとなった。

## 施設概要

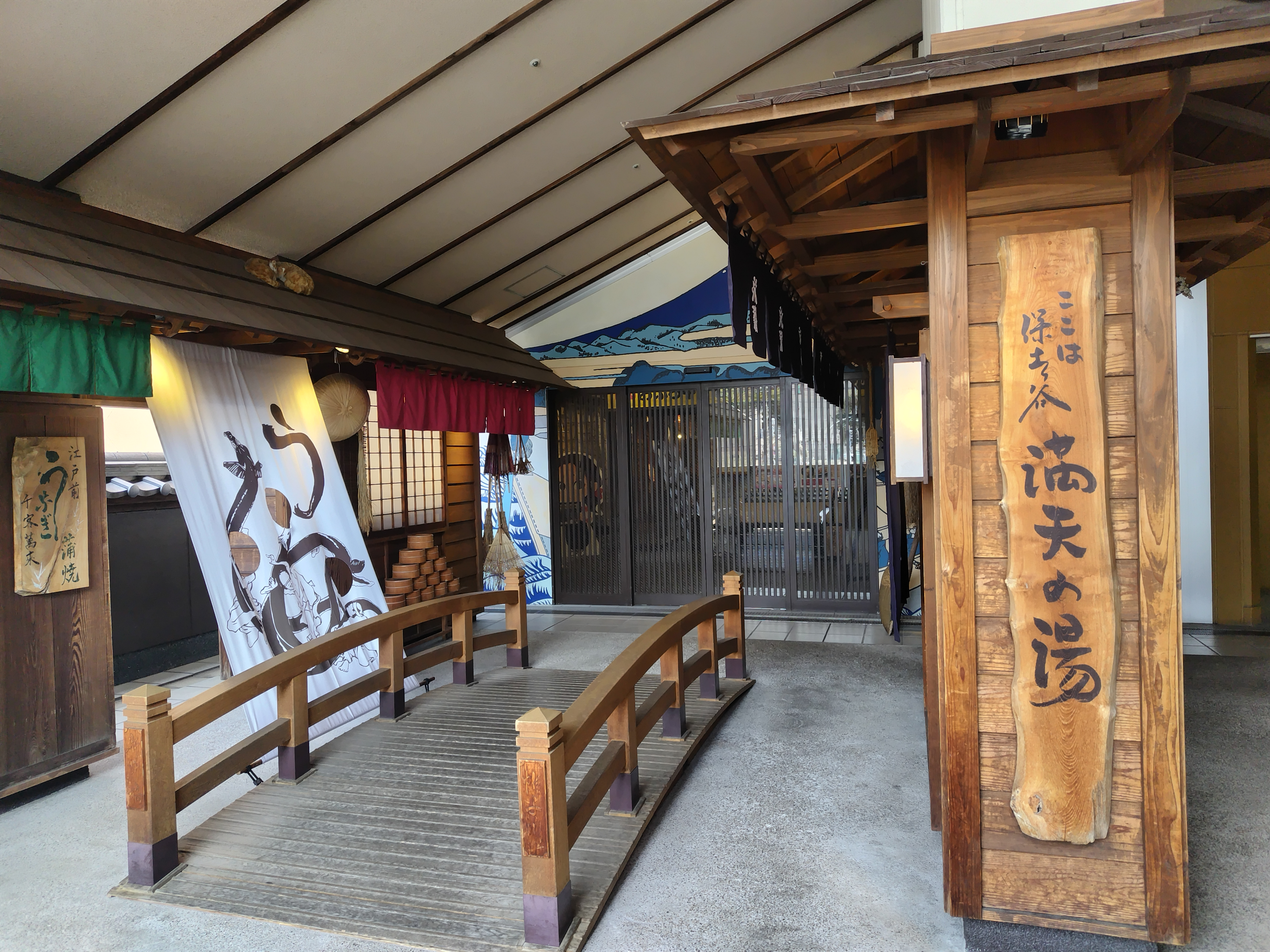
東海道程ヶ谷宿をイメージした玄関

相鉄線上星川駅南口に隣接したモリヤマビルの2・3階に位置し、同ビルには相鉄ローゼン、ゴールドジムが入居する。
療養泉の規定に満たないため泉質名は付かないものの、メタケイ酸の含有量が温泉法の基準を満たすことから、法律上の温泉に該当する。pHは8.73と弱アルカリ性で、美肌の湯と呼ばれる。温泉は露天風呂で使われ、露天にはほかに壺湯やシルクの湯、畳敷きのうたたね湯などがある。内湯にはジェットバスや日替わり湯、和漢生薬を配合した薬湯の炭酸風呂などを配置。シルクの湯や内湯には、捺染事業で使用していた地下水が使われている。2015年には、有料の炭酸シャワーを設置した。サウナはタワーサウナとスチームサウナの2種類あり、タワーサウナではオートロウリュと、定期的に熱波イベントが開催される。独創的な取り組みとして、休館日特別営業が挙げられる。月に一度程度、施設メンテナンスのため休館日を設けているが、そのうち年に数回、作業を早めに終了させて人数限定・予約制でテントサウナやスペシャルアウフグースなど、通常ではできないイベントを開催するものである。不定期で、循環濾過設備などを見学できるバックヤードツアーも実施している。2022年12月22日の冬至には、利用者134人から提供されたゆず4,507個、約1,340 kgを使用した柚子湯を実施し、ギネス世界記録に認定された。
各地の入浴施設の従業員で結成された女性アイドルグループ「OFR48」には、当店のスタッフ1名が所属する。接客サービスの覆面調査で決定する「おふろ甲子園」では、第3回から第5回まで準優勝した。
農業が盛んな横浜において、保土ケ谷は明治から昭和にかけてジャガイモの種芋の産地として知られた。2006年より区制80周年を記念して、区内の川島町・仏向町・岡沢町で採れたキタアカリを使い、鹿児島県薩摩川内市のオガタマ酒造に醸造を委託してジャガイモの焼酎「ほどじゃが焼酎」を製造している。シーズンには、満天の湯内の食事処「山水草木」で、ほどじゃが焼酎や地元で採れた野菜の天ぷらを提供する
「上星川の地域に貢献する企業」の想いを強く持ち、2018年に保土ケ谷区との間で災害時応援協定を締結。横浜市消防局・水道局職員や消防団員にはタオルのレンタルを無料にする優待制度を導入している。地元の商店街と手を組んで、ベーカリーの誘致も行った。これは、単に綺麗ごとのスローガンではなく、捺染事業を行っていた当時の薬品の臭気や、可燃性の化学繊維を扱うための高い防火塀の圧迫感などで地域に及ぼしてきた影響を顧みてのことでもある。